# Čisti vrelec ljubezni
Čisti vrelec ljubezni (COBISS) je drama Saše Pavček, izšla je v gledališkem listu Slovenskega narodnega gledališča Drama leta 2003.

## Vsebina
Anamarija, igralka srednjih let in njena največja ljubezen je igranje. Bolj kot smrti se boji tega, da bi jo publika zavrnila. Izve, da ima prizadetega polbrata Marina in ga vzame k sebi, da bi preprečila njegov odhod v »bolnico za munjene«. Ker nima svojih otrok, ji izkušnja materinstva manjka tako v osebnostnem razvoju kot v umetniški karieri, saj se ne zna vživeti v vlogo matere. Ob Marinu tako doživi neke vrste materinsko ljubezen, on postane njena inspiracija in končno ni več samo igralka. Njen mož Peter, slikar in profesor, je vse od svoje travmatične izkušnje v otroštvu brez fantazije, želja in čustev, nesposoben ljubezni do bližnjega. Je sarkastičen, željan slave za vsako ceno, svojo nezmožnost pa utaplja v alkoholu. Njun zakon je nenehen boj za superioren položaj in premoč nad partnerjem.
Ker sta oba z možem veliko odsotna, Anamarija najame moževo študentko Ido, da bo pazila na otroka, saj je izobražena defektologinja. Ida se izkaže za preračunljivo in plehko koketo. Kmalu se s Petrom spustita v čutno razmerje, saj sta na neki način sorodni duši, oba sta preračunljiva in pragmatična. Ker kmalu ugotovita, da je Marino več kot idiot, da je slikarski genij, se odločita izkoristiti prizadetega dečka in začneta pripravljati razstavo. Peter si povsem prilasti njegove slike, poimenuje njegovo prvo sliko Čisti vrelec ljubezni in jo nameni Idi. Marino kmalu umre.

## Čas dogajanja
Štirje letni časi leta 2002, zadnji prizor leta 2043.